# Natalie Glebova
Pour les articles homonymes, voir Glebova.
Natalie Glebova (en russe : Наталья Владимировна Глебова, Natalia Vladimirovna Glebova), née le 11 novembre 1981 à Touapsé, en Russie, est une russo-canadienne. À l'âge de 23 ans, elle est élue Miss Univers 2005 à Bangkok en Thaïlande.

## Enfance
Natalie Glebova est née à Touapsé, en Russie. Elle a étudié le piano classique et diplômée d'une école musicale professionnelle à l'âge de 12 ans. Elle a également remporté divers championnats régionaux de gymnastique rythmique. Elle a immigré à Toronto au Canada, avec ses parents à l'âge de 13 ans.

## Miss Univers
En 2004, Natalie Glebova participe pour la première fois au concours de Miss Univers où elle s'est classée troisième finaliste.
En 2005, elle se représente au concours qui se déroule à Bangkok en Thaïlande. À la conclusion du concours, Natalie Glebova a été couronnée Miss Univers 2005 par la titulaire sortante Jennifer Hawkins, d'Australie. C'est la deuxième Canadienne à avoir remporté le titre de Miss Univers après Karen Diane Baldwin en 1982.

### Action caritative
Durant son année de règne, Natalie Glebova s'est particulièrement investie dans des missions caritatives en faveur des victimes du VIH/Sida.
En février 2006, Nathalie Glebova rencontra des représentants du Fonds des Nations unies pour l'enfance (UNICEF) et du Programme commun des Nations unies sur le VIH/sida (ONU-SIDA) œuvrant à la lutte contre la pandémie.
En mars 2006, elle participa à une campagne de sensibilisation au VIH à Moscou autour une table ronde réunissant des experts sur le dépistage du VIH, des rencontres avec des décideurs à la Douma d'État de la fédération de Russie et des représentants de la communauté de personnes vivant avec le VIH. Lors de son discours, elle y a déclaré " (...) La désinformation sur le sida, avec la stigmatisation et la discrimination, est l'un des plus grands défis que nous devons surmonter pour prévenir la propagation de l'épidémie et améliorer la vie des personnes vivant avec le VIH".

### Controverses

#### Remise de couronne
En 2006, du fait de "l'avertissement de voyage" imposé par le gouvernement canadien, Natalie Glebova a finalement annulé son déplacement en Indonésie pour transmettre son titre. Elle fut remplacée par la dauphine Cynthia Olavarria.

#### Propos de Donald Trump
De 1996 à 2015, la société Miss Universe Organisation est détenue par Donald Trump en collaboration avec la chaîne de télévision américaine NBC, qu'il a cédé par la suite à la société au groupe WME/IMG. À cette occasion, elle a révélé sa rencontre avec Donald Trump en dénonçant ses propos offensants et qu'elle qualifie de raciste : " je n'aime pas les Russes, la dernière reine russe, nous l'avons virée, Enchanté de vous connaître !".

## Vie privée
Le 29 novembre 2007, elle a épousé le joueur de tennis thaïlandais Paradorn Srichaphan, dont elle s'est séparée en juin 2010 pour divorcer officiellement en 2011.